# سیارک ۱۰۸۸۰
سیارک ۱۰۸۸۰ (به انگلیسی: 10880 Kaguya، نامگذاری:1996VN4) ده هزار و هشتصد و هشتادمین سیارک کشف شده‌است که در ۶ نوامبر ۱۹۹۶ کشف شد.
قدر مطلق سیارک برابر ۲۳.۴ است.